# Futebol Clube de Vizela
El FC Vizela es un equipo de fútbol que juega en la Liga de Honra, la segunda categoría de fútbol más importante en el país.

## Historia
Fue fundado en el año 1939 en la ciudad de Vizela en el Distrito de Braga y se unió a la Asociación de Fútbol de Braga el 1 de agosto de 1940.
Ganaron su primer título en 1966 tras vencer al Tramagal SU 5-3 por la Copa del Campeonato Nacional. En 1984 consiguieron el ascenso a la Primeira Liga por primera vez en su historia, aunque solamente duraron ahí una temporada.
En la temporada 2007/08 estuvieron cerca de retornar a la Primeira Liga, pero les faltó un punto para el ascenso. Al año siguiente quedaron en 10º lugar en la Segunda División de Portugal, pero descendieron a causa del escándalo del Apito Dourado y por varios años fue el equipo filial del SC Braga.

## Palmarés
- Copa del Campeonato Nacional: 1

1965/66

## Jugadores

### Jugadores destacados
- Nuno Amaro
- Bakero
- Quim Berto
- Bock
- Pedro Borges
- Zé Carlos
- Nuno Cavaleiro
- André Cunha
- Edinho
- Fangueiro
- Feliciano
- Gouveia
- Guerra
- Hélder Sousa
- Kata
- Machado
- Filipe Magalhães
- Margarido
- Luís Miguel
- Moreira
- Murta
- Oséias
- Vítor Paneira
- Pires
- Riça
- Daniel Ricardo
- Sandro
- Sena
- Nuno Sousa
- Pedro Taborda
- Toni
- Zezinho
- Binho
- Cláudio
- Marques
- Rincón
- Rodrigão
- Serjão
- Hélder Sousa
- Williams
- Mateus